# Катовице-Шопенице-Южный
Катовице-Шопенице-Южный (пол. Katowice Szopienice Południowe) — остановочный пункт в городе Катовице (расположен в дзельнице Шопенице), в Силезском воеводстве Польши. Имеет 2 платформы и 4 пути.
Остановочный пункт на железнодорожной линии Варшава — Катовице, построен под названием «Шоппиниц» (нем. Schoppinitz) в 1870 году, когда эта территория была в составе Королевства Пруссия.